# Deutsche Oper Berlin
 Ikke at forveksle med Deutsche Oper am Rhein.
Deutsche Oper Berlin er et operahus i Berlin i Bismarckstrasse i  Charlottenburg i bydelen Charlottenburg-Wilmersdorf. 
Den oprindelige bygning stod færdig 1911, og operaen blev indviet i 1912 som Deutsches Opernhaus i den selvstændige by Charlottenburg med Ludwig van Beethovens Fidelio. Efter at Charlottenburg blev en del af Berlin i 1920, fik operaen i 1925 det nye navn Städtische Oper. Operaen havde 2.300 siddepladser.
Under nazitiden støttede Joseph Goebbels operaen og ændrede navnet tilbage til Deutsches Opernhaus. I 1935 blev operaen ombygget af Paul Baumgarten, en af Adolf Hitlers yndlingsarkitekter. I november 1943 blev bygningen ødelagt af et allieret bombeangreb.
Den nuværende bygning er fra 1961 efter planer af arkitekt Fritz Bornemann. Samme år blev operaen navngivet Deutsche Oper Berlin på initiativ af Ferenc Fricsay som en reaktion på opførelsen af Berlinmuren.
En mindesten, Der Tod des Demonstranten, for nedskydningen af Benno Ohnesorg i 1967, står ved operaen.

## Eksterne links
- Wikimedia Commons har flere filer relateret til Deutsche Oper Berlin
- Officiel hjemmeside Arkiveret 11. oktober 2008 hos  Wayback Machine

52°30′46″N 13°18′30″Ø / 52.51278°N 13.30833°Ø